# Сімферопольська вулиця (Мелітополь)
Сімферопольська вулиця — вулиця в Мелітополі. Проходить паралельно вулиці Бєлякова територією, коли раніше займали великі сільські городи цієї вулиці. Забудована переважно одноповерховими будинками.

## Назва
Вулиця названа на честь міста Сімферополь. В різні роки в Мелітополі Сімферопольськими також називались теперішні вулиці Робоча та Ярослава Мудрого, до Жовтневої революції в місті існував також Сімферопольський форштадт, а в 1920-х роках — Сімферопольський провулок. 13 березня 1958 року було прийнято рішення про прорізку іншої Сімферопольської вулиці, але 14 травня 1958 року воно було скасовано.

## Історія
Рішення про прорізку й найменування вулиці ухвалено 13 березня 1959 року.